# Кхуіптах
Кхуіптах (*XXV ст. до н. е.) — давньоєгипетський діяч V династії, верховний жрець Птаха у Мемфісі за володарювання фараона Неферірікари I.

## Життєпис
Походив зі впливової жрецької родини. Син Канефера, верховного жерця Птаха, та Тжентеті. Про діяльність нічого невідомо. Після смерті батька та Птахшепсеса II стає верховним жерцем Птаха. Час його каденції припав на панування фараона Неферірікари I.
Поховано в мастабі в Саккарі.